# نورما مارش
نورما مارش (بالإنجليزية: Norma Marsh)‏ هي لاعب كرة مضرب أسترالية، ولدت في 13 يناير 1936.

## وصلات خارجية
- نورما مارش على موقع رابطة محترفات التنس (الإنجليزية)
- نورما مارش على موقع الاتحاد الدولي لكرة المضرب (الإنجليزية)
- نورما مارش على موقع خلاصة التنس.كوم (الإنجليزية)